# HMS Gurkha (1940)
HMS Gurkha – brytyjski niszczyciel z okresu II wojny światowej, typu L zmodyfikowanego, służący w Royal Navy w latach 1941–1942. Nosił znak taktyczny G63. Zatopiony został przez niemiecki okręt podwodny na Morzu Śródziemnym 17 stycznia 1942. Nazwę „Gurkha” nosił także wcześniejszy niszczyciel z okresu II wojny światowej, typu Tribal.

## Budowa
Okręt zamówiono 31 marca 1938 w ramach programu z 1937 roku i stępkę pod jego budowę położono 18 października 1938 w stoczni Cammell Laird w Birkenhead. Początkowo podczas budowy nosił nazwę „Larne”, odpowiadającą pierwszą literą innym niszczycielom typu L, lecz w czerwcu 1940 zamieniono ją na „Gurkha”, po niszczycielu o tej nazwie zatopionym 9 kwietnia 1940 podczas kampanii norweskiej (zmiany dokonano na wniosek brytyjskich oddziałów Gurkhów, których żołnierze oddali dzienny żołd na sfinansowanie w części budowy nowego niszczyciela o tej nazwie). Kadłub wodowano 8 lipca 1940. Nowy „Gurkha” należał do pierwszej grupy typu L, o zmodyfikowanym uzbrojeniu w postaci ośmiu dział uniwersalnych 102 mm w miejsce przewidzianych projektem sześciu dział uniwersalnych 120 mm, których rozwój się opóźniał. Był to ogółem trzeci okręt noszący tę nazwę. Koszt budowy, bez uzbrojenia i wyposażenia łączności, wyniósł 441.837 funtów szt.

## Służba

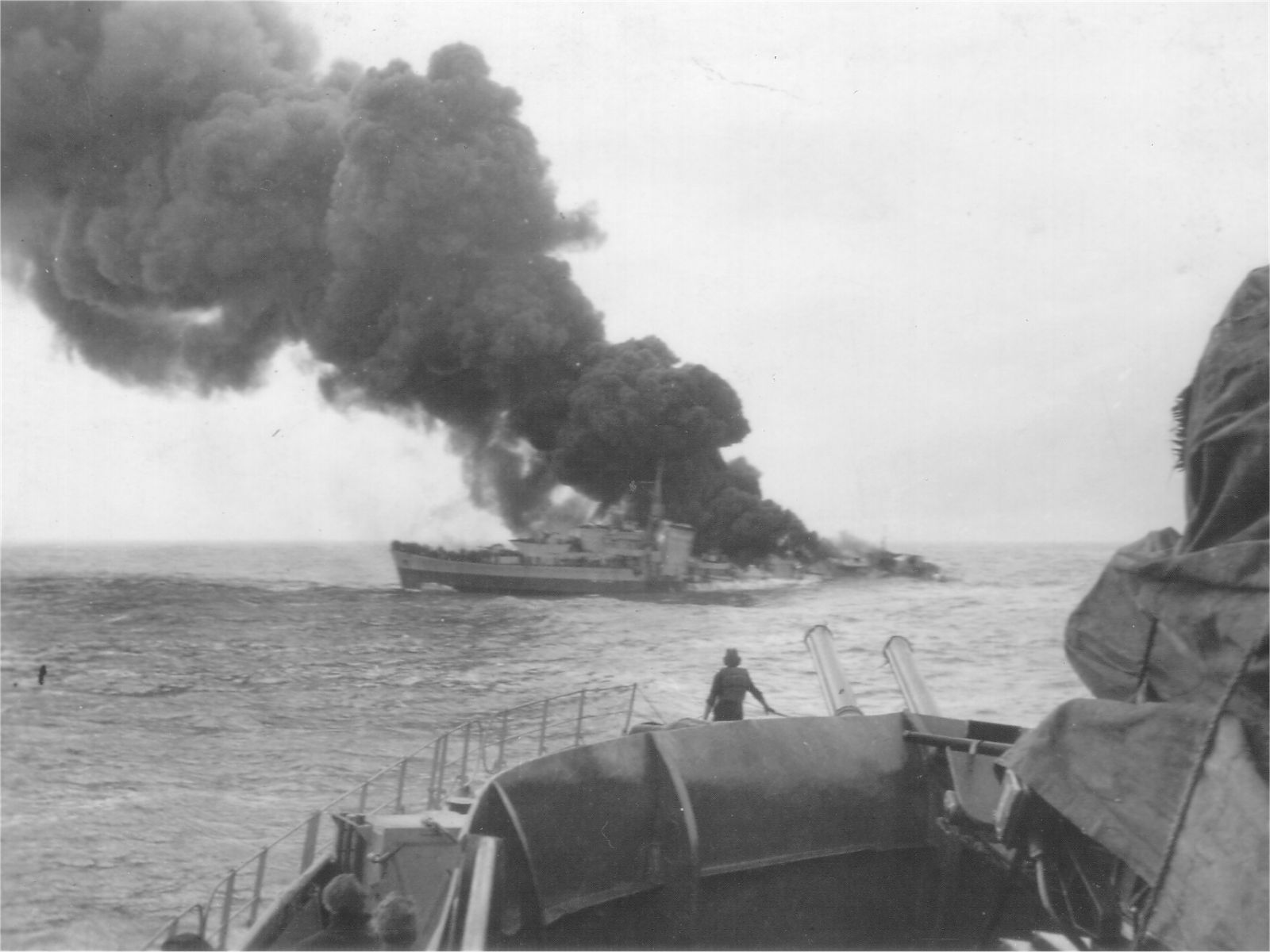
HMS „Gurkha” po storpedowaniu

Okręt wszedł do służby w Royal Navy 18 lutego 1941. 21 marca wraz z niszczycielem HMS „Tartar” eskortował
ze Scapa Flow na części trasy krążownik pomocniczy HMS „Derbyshire” transportujący wojsko na Islandię. 25 marca oba niszczyciele uratowały 86 osób załogi statku „Beaverbrae” zatopionego na północ od Orkadów przez bombowiec Fw 200. W drodze powrotnej „Gurkha” w nocy staranował niezidentyfikowany kuter rybacki (dryfter), który zatonął. Niszczyciel doznał uszkodzeń dziobu, które naprawiono do czerwca w Rosyth. „Gurkha” następnie operował w służbie konwojowej na Zachodnich Podejściach do Wysp Brytyjskich, po czym w końcu sierpnia 1941 przeszedł eskortując konwój OG-71 do Gibraltaru, gdzie dołączył do 4. Flotylli Niszczycieli, operującej głównie na zachodnim Morzu Śródziemnym.
W pierwszej połowie września 1941 „Gurkha” brał udział w operacjach Status I (8-9 września) i Status II (10-14 września), podczas których lotniskowiec HMS „Ark Royal” dostarczał lotem myśliwce na Maltę. W dniach 24-30 września wziął udział w operacji osłony konwoju na Maltę Halberd, w składzie zespołu osłony Force A z trzema pancernikami i lotniskowcem „Ark Royal”. 29 września był atakowany przez włoski okręt podwodny „Diaspro”, lecz dwie wystrzelone torpedy przeszły zbyt głęboko pod okrętem. Poszukiwania okrętu podwodnego nie dały rezultatu. 30 września natomiast „Gurkha” z bliźniaczym niszczycielem „Legion” zatopił na północny zachód od Algieru włoski okręt podwodny „Adua”.
W dniach 8-14 listopada „Gurkha” wziął udział w kolejnej operacji transportu samolotów na Maltę Perpetual, podczas której 13 listopada został storpedowany przez okręt podwodny U-81 lotniskowiec HMS „Ark Royal”. „Gurkha” uczestniczył w nieudanych próbach ratowania lotniskowca. W drugiej połowie listopada powrócił do Wielkiej Brytanii gdzie krótko pełnił służbę konwojową, po czym został skierowany na poszukiwanie okrętów podwodnych na zachód od Gibraltaru. 15 grudnia uczestniczył w zatopieniu U-127 na południowy zachód od Przylądka św. Wincentego przez niszczyciel HMAS „Nestor”.
Pod koniec grudnia 1941 zdecydowano przenieść „Gurkha” w skład Floty Śródziemnomorskiej. 22 grudnia wypłynął on z Gibraltaru z krążownikiem przeciwlotniczym HMS „Dido” i trzema niszczycielami („Arrow”, „Foxhound” i „Nestor”) i 29 grudnia okręty te dotarły do Aleksandrii, eskortując po drodze cztery puste statki z Malty i odpierając ataki lotnictwa.
W dniach 5-9 stycznia 1942 „Gurkha” wziął udział w operacji MF-2, w składzie zespołu B, eskortując na części drogi okręt transportowy „Glengyle” płynący z zaopatrzeniem na Maltę i eskortując z powrotem do Aleksandrii transportowiec „Breconshire”.
16 stycznia 1942 „Gurkha” wypłynął z Aleksandrii w eskorcie konwoju MW-8B na Maltę, z niszczycielami „Maori”, „Legion” i „Isaac Sweers” (operacja MF-3). 17 stycznia o 7.35 „Gurkha” został storpedowany jedną torpedą przez niemiecki okręt podwodny U-133 na zachód od Sollum (był to jedyny jego sukces bojowy). Okręt został unieruchomiony, a rozlane paliwo zapaliło się. „Gurkha” został odholowany z ognia przez holenderski niszczyciel „Isaac Sweers”, lecz wobec niemożności uratowania, został następnie opuszczony przez załogę i zatonął o 9.03, na pozycji 31°50′N 29°14′E/31,833333 29,233333. Zginęło jedynie 9 ludzi załogi, w tym 4 oficerów, natomiast resztę załogi przejął „Isaac Sweers” i z uwagi na trwającą operację, wysadził w Tobruku, skąd niszczyciel „Kelvin” zabrał ich później do Aleksandrii.
Okręt otrzymał trzy wyróżnienia bojowe (battle honours): Atlantyk 1941, Morze Śródziemne 1941 i konwoje maltańskie 1941-42.

### Dowódcy
- 29. 10. 1940 – 17. 1. 1942: Cdr (kmdr por.) Charles N. Lentaigne[1][5]